# شباز بایدو
شباز بایدو (انگلیسی: Shabazz Baidoo؛ زادهٔ ۱۳ آوریل ۱۹۸۸) بازیکن فوتبال اهل بریتانیا است.
از باشگاه‌هایی که در آن بازی کرده‌است می‌توان به باشگاه فوتبال ویلدستون، باشگاه فوتبال کویینز پارک رنجرز، باشگاه فوتبال بیگلسوید تاون، باشگاه فوتبال گیلینگام، باشگاه فوتبال بیشاپس استورتفورد، باشگاه فوتبال داگنم و ردبریج، و باشگاه فوتبال لوس اشاره کرد.
وی همچنین در تیم ملی فوتبال England U16 بازی کرده‌است.